# Anthophorula
Anthophorula är ett släkte av bin. Anthophorula ingår i familjen långtungebin.

## Bildgalleri

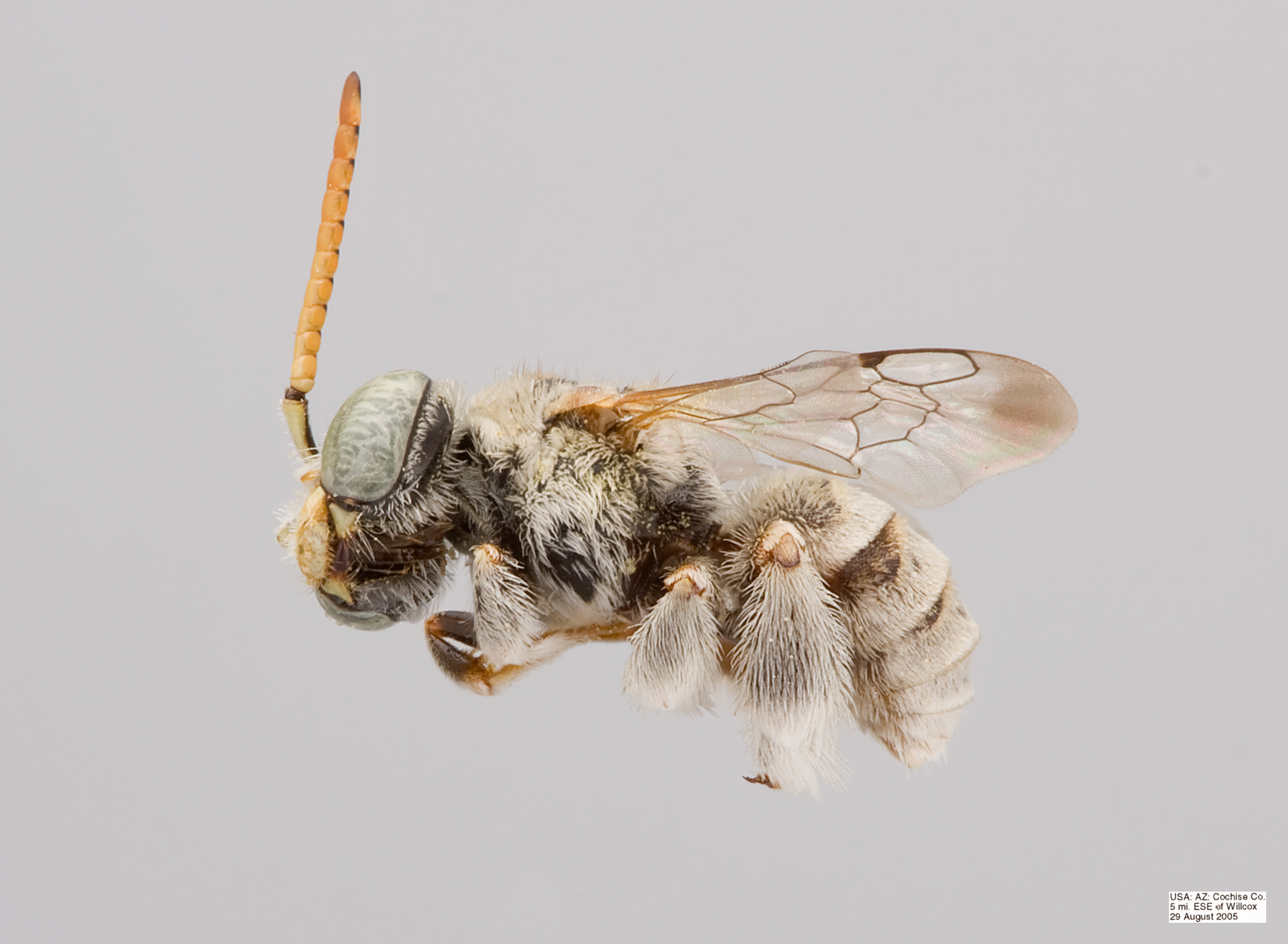

## Dottertaxa tillAnthophorula, i alfabetisk ordning[1]
- Anthophorula albata
- Anthophorula albicans
- Anthophorula albovestita
- Anthophorula albovittata
- Anthophorula asteris
- Anthophorula beameri
- Anthophorula brevicornis
- Anthophorula centralis
- Anthophorula cerei
- Anthophorula chionura
- Anthophorula chlorina
- Anthophorula cockerelli
- Anthophorula compactula
- Anthophorula completa
- Anthophorula consobrina
- Anthophorula cornigera
- Anthophorula crassicornis
- Anthophorula crenulata
- Anthophorula deserticola
- Anthophorula eriogoni
- Anthophorula euphorbiae
- Anthophorula exilis
- Anthophorula fuscicornis
- Anthophorula gracilicornis
- Anthophorula gutierreziae
- Anthophorula halli
- Anthophorula ignota
- Anthophorula imparilis
- Anthophorula interrupta
- Anthophorula laticincta
- Anthophorula levigata
- Anthophorula linsleyi
- Anthophorula macrodonta
- Anthophorula micheneri
- Anthophorula minima
- Anthophorula morgani
- Anthophorula morula
- Anthophorula nevadensis
- Anthophorula nitens
- Anthophorula niveata
- Anthophorula oaxacana
- Anthophorula pallidicornis
- Anthophorula palmarum
- Anthophorula parva
- Anthophorula punctatissima
- Anthophorula pygmaea
- Anthophorula robustula
- Anthophorula rozeni
- Anthophorula rufiventris
- Anthophorula scapalis
- Anthophorula sculleni
- Anthophorula serrata
- Anthophorula sidae
- Anthophorula snellingi
- Anthophorula sonorensis
- Anthophorula subcrassicornis
- Anthophorula texana
- Anthophorula torticornis
- Anthophorula tricinctula
- Anthophorula truncata
- Anthophorula unicornis
- Anthophorula varleyi
- Anthophorula yoloensis